# روث كاميرون
روث كاميرون (بالإنجليزية: Ruth Cameron)‏ هي موسيقية ومنتجة أسطوانات ومغنية أمريكية، ولدت في القرن العشرين.

## وصلات خارجية
- روث كاميرون على موقع ميوزك برينز (الإنجليزية)
- روث كاميرون على موقع أول ميوزيك (الإنجليزية)
- روث كاميرون على موقع ديسكوغز (الإنجليزية)